# Rivian

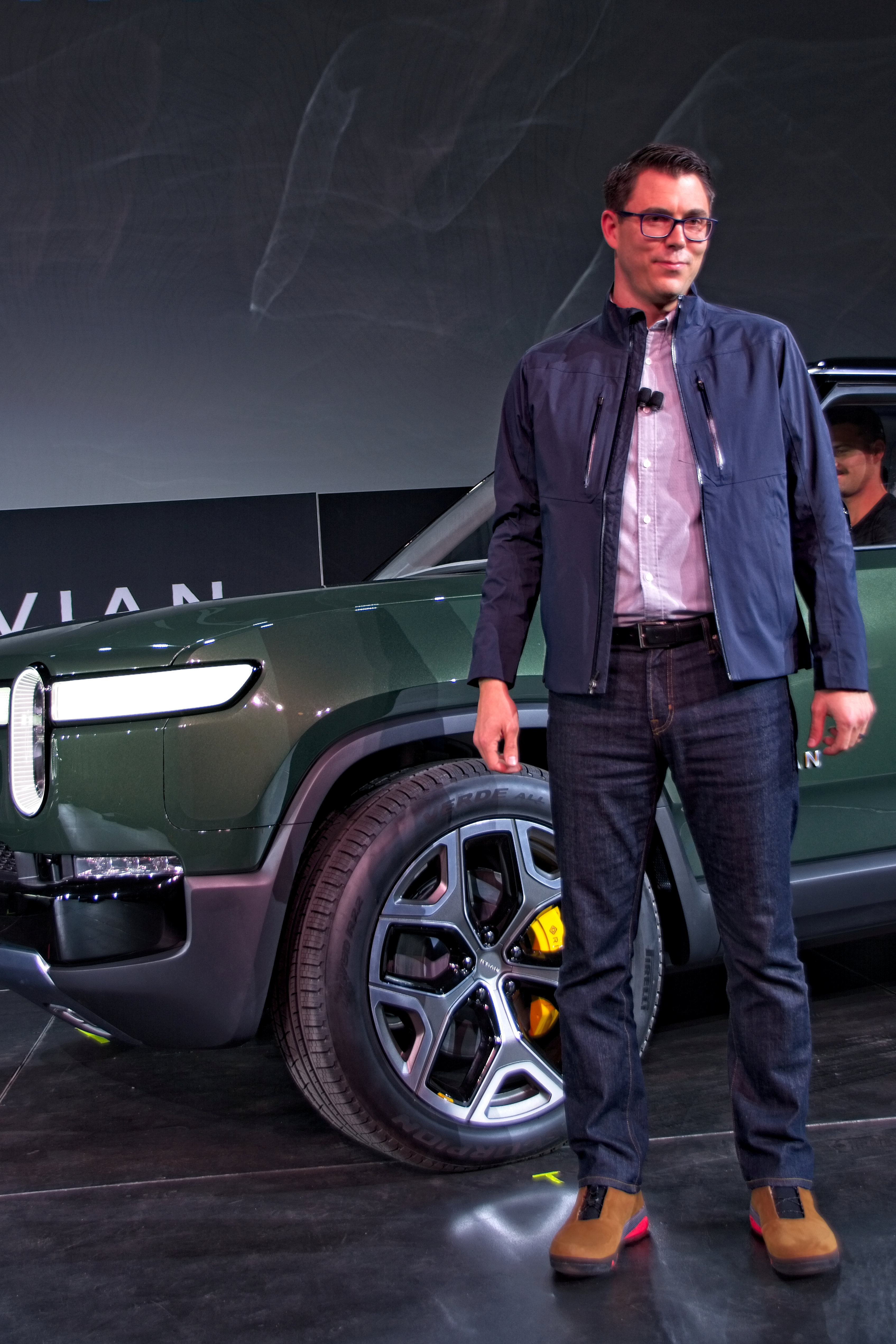
Robert "RJ" Scaringe, założyciel i CEO Riviana

Rivian 2011 Prototype

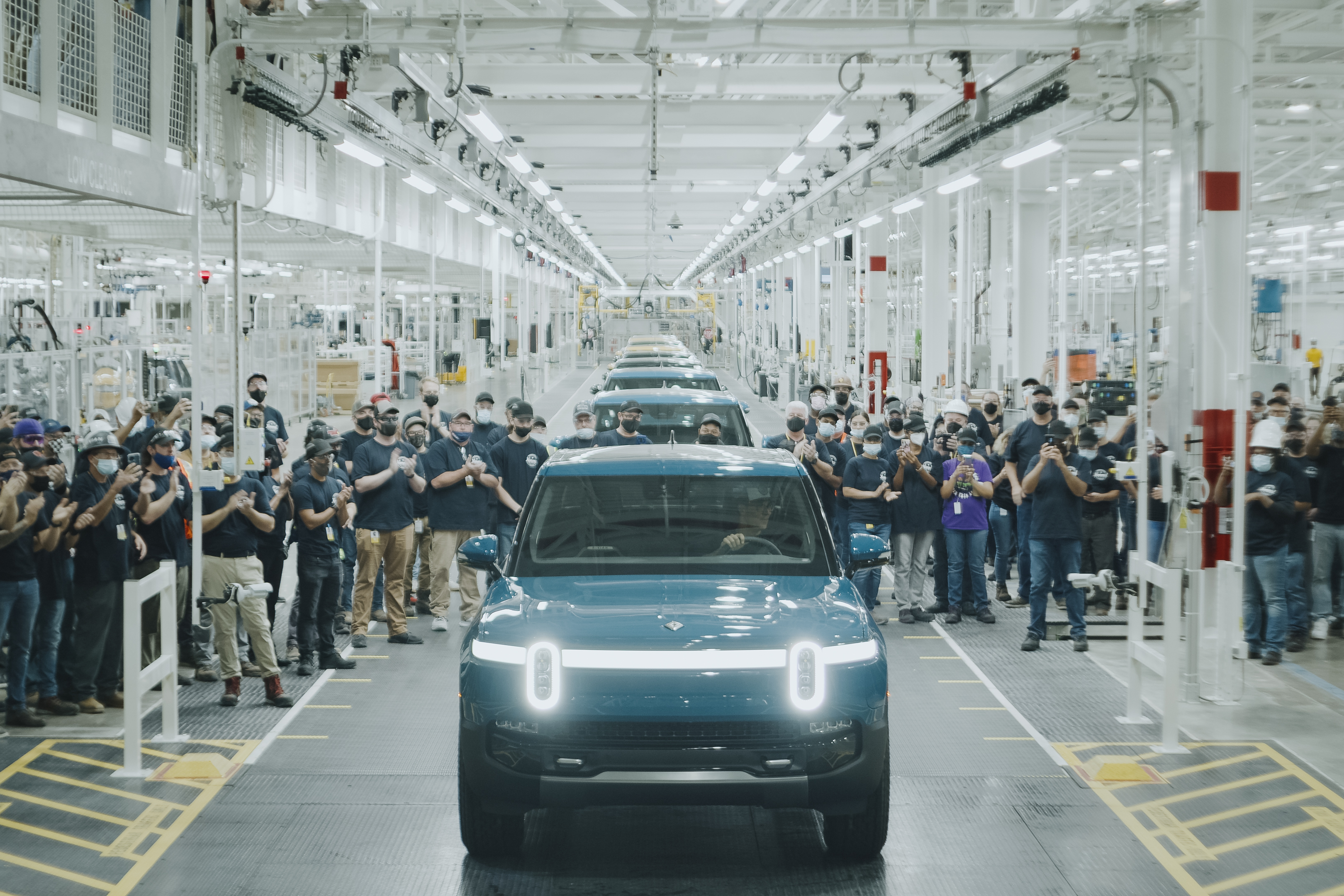
Początek produkcji Riviana R1T, jesień 2021

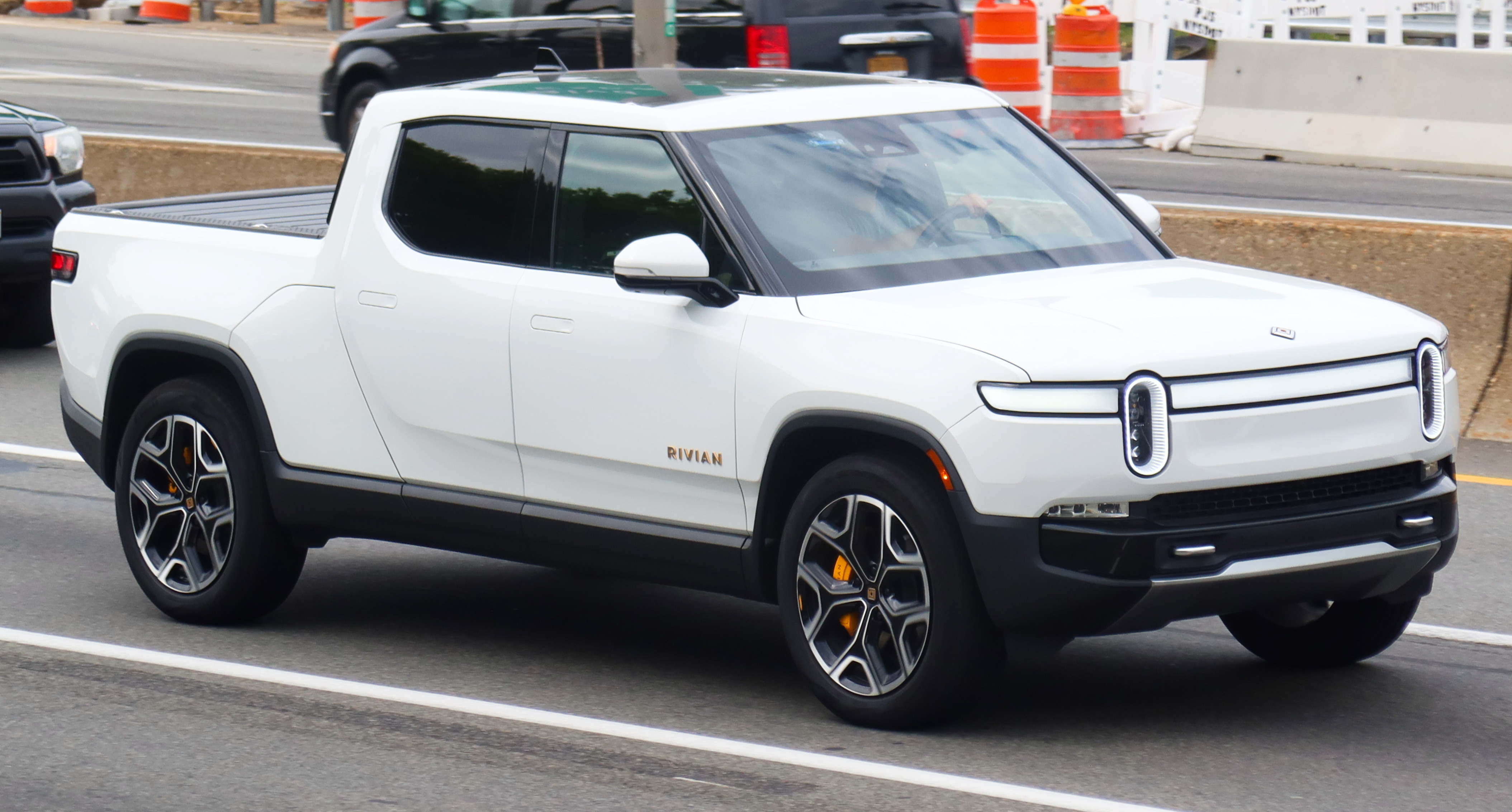
Rivian R1T

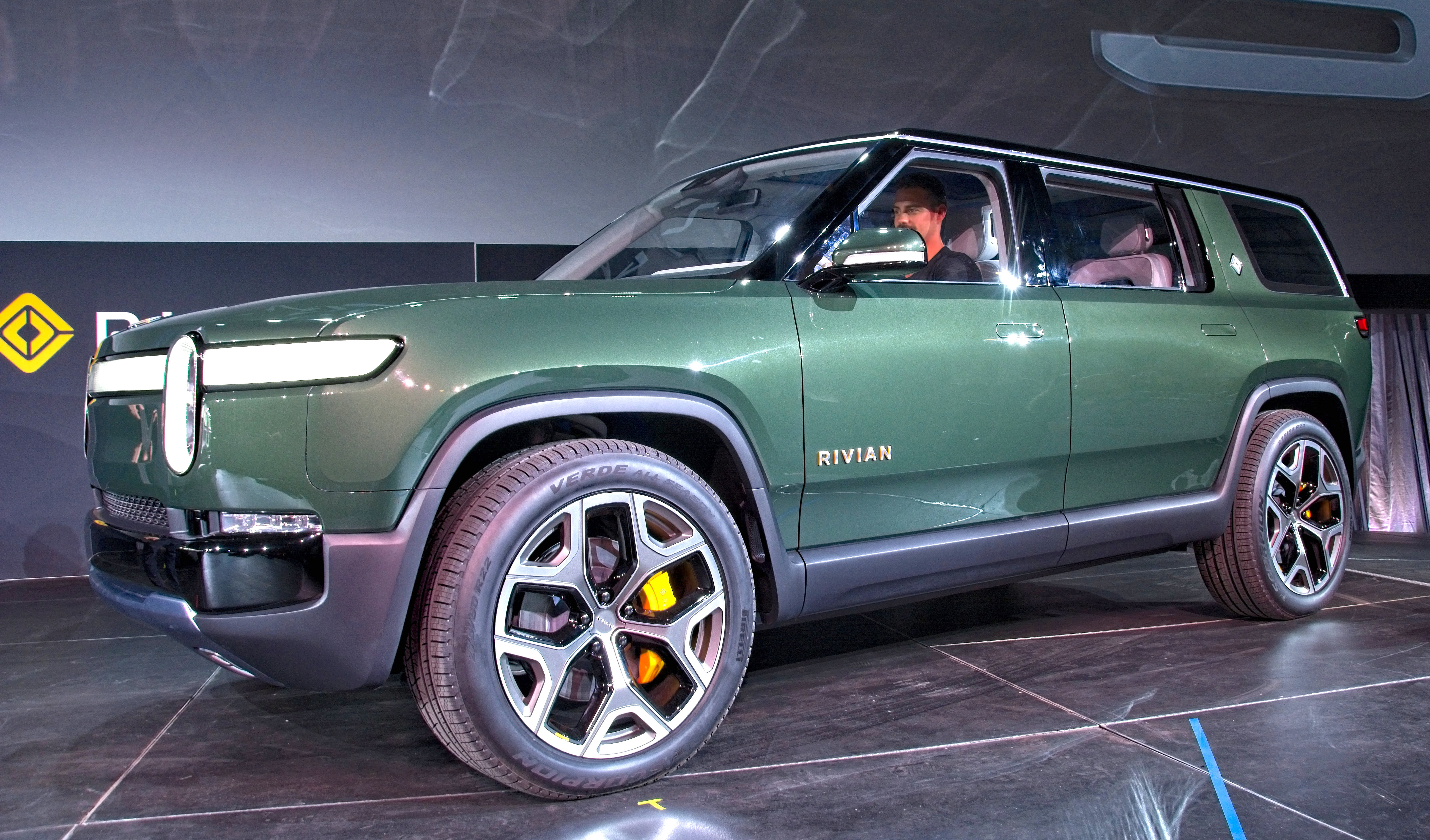
Rivian R1S

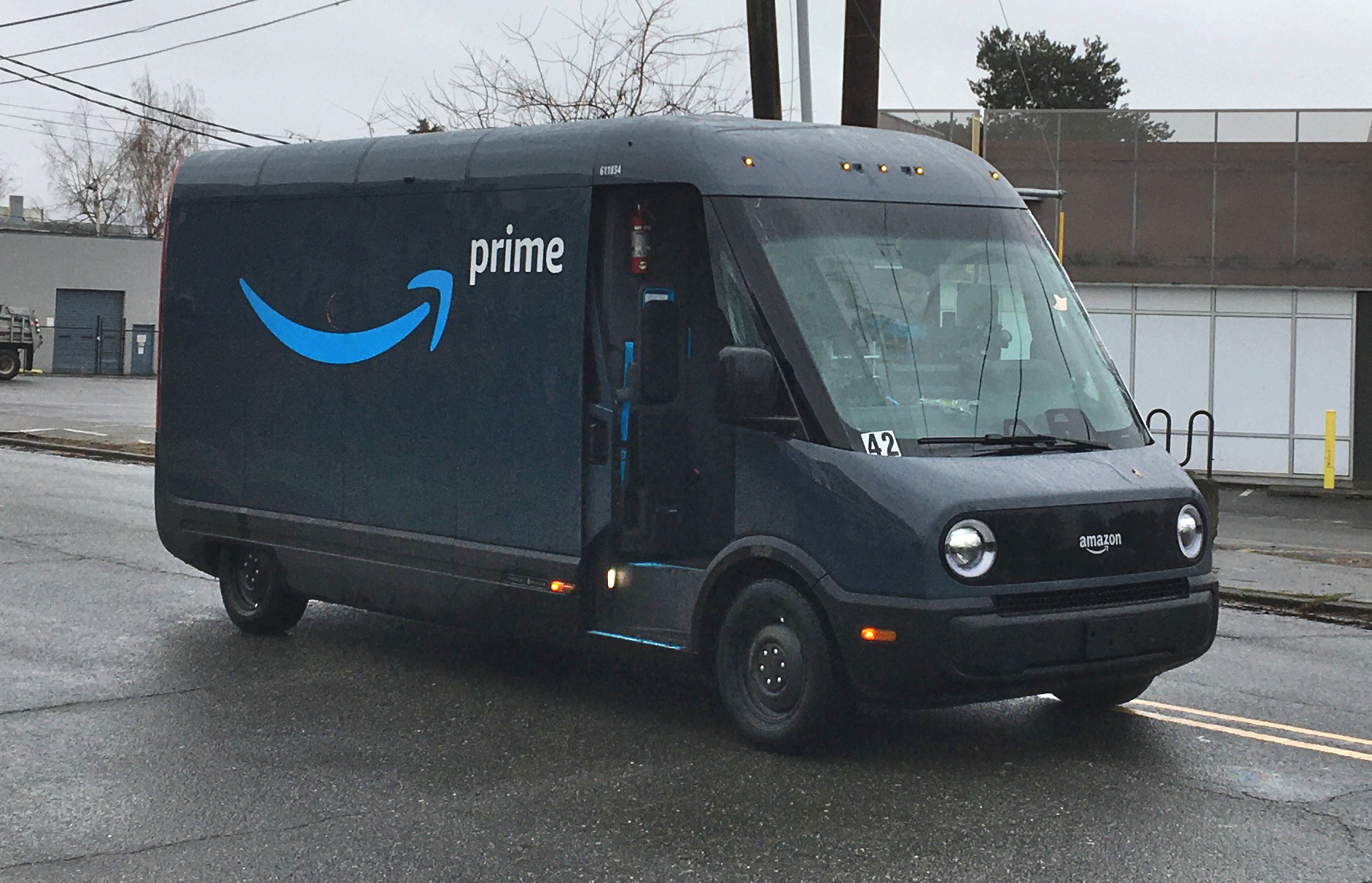
Rivian EDV

Rivian Automotive, Inc. – amerykański producent elektrycznych samochodów osobowych i użytkowych, z siedzibą w Plymouth, działający od 2009 roku.

## Historia

### Początki
W 2009 roku amerykański inżynier, Robert "RJ" Scaringe, założył w stanie Massachussets przedsiębiorstwo Avera Motors. Dwa lata później jako priorytet przy rozwoju firmy obrano technologię samochodów autonomicznych, zmieniając nazwę na Rivian Automotive i prezentując pierwszy przedprodukcyjny prototyp samochodu elektrycznego. 
Przełomowym momentem było pozyskanie dużego finansowania, które zapewniło Rivianowi fundusze na wkroczenie w kolejny etap rozwoju samochodów elektrycznych i sformułowanie planów nabycia pierwszego zakładu produkcyjnego – dawnej fabryki w mieście Normal w Illinois należącej w przeszłości do Chryslera i Mitsubishi. Z kolei po przeniesieniu swojej siedziby ze stanu Massachussets do Michigan w celu zapewnienia lepszego dostępu do dostawców części, Rivian rozpoczął prace nad własną platformą, układami napędowymi i całym ekosystemem.

### Rozwój
W styczniu 2017 roku Rivian zakupił pierwszy zakład produkcyjny, zgodnie z planami wybierając fabrykę w Normal w stanie Illinois. Z kolei w grudniu tego samego roku producent przedstawił pierwsze plany strategiczne w sprawie rozwoju i przyszłej gamy modelowej mającej się wstępnie złożyć z elektrycznego SUV-a i pickupa. 
W listopadzie 2018 roku na Los Angeles Auto Show Rivian przedstawił dwa przedprodukcyjne modele zapowiadające seryjnie wytwarzane samochody – 5-drzwiowego SUV-a R1S oraz pickupa R1T.
Lata 2018-2019 przyniosły Rivianowi nowych inwestorów pozwalających na kontynuację prac nad wdrażaniem R1S i R1T do produkcji oraz zwiększeniem zatrudnienia. Wśród inwestorów znalazły się m.in. Amazon i Ford Motor Company, które na bazie technologii Riviana planował przedstawić w 2022 roku elektrycznego SUV-a marki Lincoln. Ostatecznie jednak projekt został porzucony, decydując się na zachowanie strategicznego partnerstwa na innych polach.
W marcu 2021 Rivian zapowiedział plany budowy dużej sieci dedykowanych dla swoich pojazdów, wzorem konkurencyjnej Tesli sieci ładowarek, których do 2023 roku ma pojawić się na terenie Stanów Zjednoczonych łącznie 600. W lipcu 2021 dostawy pierwszych egzemplarzy przedstawionego w 2018 roku elektrycznego pickupa zostały przesunięte na sierpień, a następnie odłożone na kolejny, nieokreślony termin z powodu globalnego kryzysu niedoboru półprzewodników uniemożliwiającego ukończenie montażu samochodów. Ostatecznie, pierwsze sztuki dostarczono do klientów z końcem roku. Zgodnie z planami, dostawy pierwszych egzemplarzy spokrewnionego SUV-a R1S rozpoczęły się niespełna rok później, z końcem sierpnia 2022.
W sierpniu 2021 Rivian ogłosił plany wejścia na giełdę, stając się przez to spółką publiczną. Przedsiębiorstwo ostatecznie wkroczyło na giełdę NYSE 10 listopada 2021.
W grudniu 2022 Rivian poinformował, że niepowodzeniem zakończyły się kolejne rozmowy o współpracy z dużym koncernem motoryzacyjnym po niedoszłym partnerstwie z amerykańskim Ford Motor Company. Pierwotnie we wrześniu tego roku ogłoszono plany kooperacji z niemieckim Mercedes-Benz na polu rozwoju elektrycznych samochodów dostawczych, które miałyby trafić do sprzedaży głównie na rynku europejskim. Współpraca w ramach spółki joint-venture została jednak zarzucona, rozwijając się jedynie przez 3 miesiące.

### Współpraca z Amazonem
Po tym jak w lutym 2019 Amazon zapowiedział zainwestowanie w Riviana kwotę 700 milionów dolarów, rozpoczęła się zakrojona na szeroką skalę współpraca pomiędzy tymi podmiotami. Amerykański potentat branży e-commerce zlecił Rivianowi skonstruowanie, wdrożenie do produkcji i wytwarzanie w zakładach w Illinois elektrycznych furgonetek Rivian EDV. Pierwsze fotografie pojazdu wraz z informacjami przedstawiono w październiku 2020, a testy przedprodukcyjnych egzemplarzy ruszyły na początku 2021 roku w Los Angeles i Denver.
Początek masowej produkcji elektrycznych furgonetek dla Amazona wyznaczony został na 2021 rok, z czego w 2022 flota pojazdów ma wynosić 10 tysięcy, a do końca dekady, w 2030 roku, jej liczba ma wynosić 100 tysięcy. Dostawy pierwszych egzemplarzy do amerykańskiej korporacji e-commerce odbyły się w drugiej połowie lipca 2022.

### Rozbudowa oferty
Na początku marca 2024 roku Rivian ogłosił, że planowana budowa nowej fabryki samochodów firmy w amerykańskim stanie Georgia została zarzucona w obliczu niezadowalającej sprzedaży i gorszej niż zakładano systuacji finansowej. Tydzień później, w połowie marca, firma przedstawiła długo zapowiadane nowe, mniejsze i przystępniejsze cenowo modele mające pozyskać nowych nabywców i poprawić prognozy startupu na drugą połowę lat 20. XXI wieku. W czasie gdy początek produkcji średniej wielkości R2 określono na połowę 2026 roku, tak kompaktowego R3 - na przełomie 2026 i 2027 roku.

## Modele samochodów

### Obecnie produkowane

#### SUV-y
- R1S

#### Pickupy
- R1T

#### Dostawcze
- EDV

### Planowane
- R2
- R3

### Studyjne
- Rivian EV Prototype (2011)